# 托丘库·奥卢埃希
托丘库·奥卢埃希（英語：Tochukwu Oluehi；1987年5月2日—），尼日利亚女子足球运动员，司职守门员，目前效力于东方火焰足球俱乐部和尼日利亚国家女子足球队。她曾代表尼日利亚参加2024年夏季奥林匹克运动会女子足球比赛。